# Manoel José Nurchis
Manoel José Nurchis ('codinome': Gil; São Paulo, 19 de dezembro de 1940 - Xambioá, 30 de setembro de 1972), foi um operário e militante do Partido Comunista do Brasil (PCdoB) contra a ditadura militar no Brasil. Morreu na cidade de Xambioá, em Tocantins, durante a Guerrilha do Araguaia. É um dos casos investigados pela Comissão da Verdade, que apura mortes e desaparecimentos na ditadura militar brasileira.

## Juventude
Filho de José Francisco Nurchis e Rosolina de Carvalho Nurchis, Manoel José Nurchis nasceu no dia 19 de dezembro de 1940, na cidade de São Paulo. Durante a juventude, trabalhou como operário em diversas fábricas da região. 
Em junho de 1963, antes do golpe militar, foi preso por "distribuir panfletos subversivos" nas ruas de São Paulo. Na época, já era militante do Partido Comunista do Brasil.
Em momento indeterminado do período, realizou curso de  guerrilha na Escola Militar de Pequim/China 

## Ditadura e Militância
Depois do golpe militar em 1964, por razões de perseguição política, Manoel deixou seu emprego de operário e começou a atuar clandestinamente na região do rio Araguaia, passando a a integrar o movimento guerrilheiro organizado pelo PC do B.
Residia na região da Gameleira e pertenceu ao Destacamento B, junto com Flávio (Ciro Flávio Salasar Oliveira), Aparício (Idalísio Soares Aranha Filho) e Ferreira (Antônio Guilherme Ribeiro Ribas).
Após se mudar da casa em que vivia com os pais e a irmã, na cidade de São Paulo, policiais reviraram o local em busca de material comprometedor. Mantinha contato esporádico com a família através de cartas entregues por outros militantes do PC do B. 

## Desaparecimento e Morte
De acordo com o Relatório Arroyo, Manoel José Nurchis estava com outros dois guerrilheiros no acampamento do Comando Militar (CM), perto da região de Caianos, se preparando para encontrar membros do Destacamento C da guerrilha. Eles foram encontrados por tropas das Forças Armadas na região e Manoel foi morto durante o confronto.
Apesar disso, vários documentos e relatórios diferentes divergem em relação à data e o motivo de sua morte. O SNI (Serviço Nacional de Informações), em uma lista de mortos na Guerrilha do Araguaia, menciona Manoel José Nurchis como morto em 20 de dezembro de 1972, por exemplo.
Há, ainda, o Relatório do Ministério da Marinha, de 1993, afirmando que Manoel foi morto em outubro de 1972, em Xambioá (GO). E também, segundo o sobrevivente Dower Cavalcante, no livro Direito à Memória e à Verdade, Nurchis enfrentou os paraquedistas em um combate que durou cerca de duas horas e só morreu após receber o 12º tiro de metralhadora. Regilena de Carvalho Leão de Aquino, outra guerrilheira presa, também relatou o confronto com paraquedistas, contudo atribui esta façanha ao guerrilheiro Idalísio Soares Aranha Filho e não a Manoel.  
Com isso, a conclusão que a CNV (Comissão Nacional da Verdade) chegou foi de que Manoel José Nurchis é um desaparecido político, já que seus restos mortais não foram entregues aos familiares. Por conta disso e pela falta de documentação consensual, a CNV recomendou a continuação das investigações acerca da morte de Manoel, para averiguar as circunstâncias da morte e a localização dos seus restos mortais.
Em depoimento a Comissão da Verdade, em 2013, ouviu-se o seguinte relato:
| “ | Desapareceu após o confronto quando o grupo comandado por João Carlos Rá Sobrinho foi atacado na região de Caianos. Dower Cavalcante conta que o General Bandeira comentou nunca ter visto um homem tão macho quanto Nurchis. Segundo o ex-guerrilheiro, Nurchis enfrentou o ex-paraquedista em um combate que durou cerca de duas horas e só morreu após receber o 12º tiro de metralhadora. | ” |

No Relatório Manobra Araguaia/72 – Operação Papagaio - assinado pelo General da Brigada Antônio Bandeira, Comandante da 3ª Brigada de Infantaria - consta que a Força Tarefa do 6º Batalhão de Caçadores fez uma ação de patrulhamento, executada na região de Crentes pelo 1º Comando Geral, tendo como resultado a morte de João Carlos Haas Sobrinho, Ciro Flávio Salazar de Oliveira e Manoel José Nuchis em 30/9/72.
Seu nome consta na lista de desaparecidos políticos do anexo I, da lei 9.140/95 e na CEMDP, seu caso foi protocolado com o número 122/96.

## Conclusão da CNV
Manoel José Nurchis é considerado desaparecido político pela Comissão Nacional da Verdade (CNV). Os seus restos mortais não foram entregues aos seus familiares e, dessa forma, Nurchis nunca foi sepultado,  o que implica no fato do caso ser considerado "em aberto" até hoje pela corte interamericana de Diretos Humanos, uma vez que nunca houve localização de seus restos mortais, retificação da certidão de óbito e identificação dos agentes envolvidos em sua morte.

## Homenagens Póstumas
Em 1997, a cidade de Campinas, em São Paulo, batizou uma rua em sua homenagem.  Além de Campinas, a cidade de São Paulo também conta com uma rua com o nome de Nurchis, no bairro do Jardim Guanhembu.